# الاتحاد الدولي للدراجات
الاتحاد الدولي للدراجات (Union Cycliste Internationale) تأسس في سنة 1900، هو الهيئة المنظمة لرياضة ركوب الدراجات ويشرف على سباقات الدراجات التنافسية الدولية. يقع مقره في في إيغل في سويسرا. يصدر الاتحاد الدولي للدراجات التراخيص للدراجين ويفرض القواعد التأديبية، كما هو الحال في مسائل المنشطات. كما يقوم بإدارة فئات السباقات ونظام الترتيب بالنقاط.

## التاريخ
تأسست UCI في عام 1900 في باريس من قبل المنظمات الوطنية لرياضة ركوب الدراجات في بلجيكا والولايات المتحدة وفرنسا وإيطاليا وسويسرا. لقد حلت محل الاتحاد الدولي للدراجات (ICA) من خلال الدخول في منافسة متتالية حول ما إذا كان ينبغي السماح لبريطانيا العظمى بفريق واحد فقط في بطولة العالم أو فرق منفصلة تمثل إنجلترا وإيرلندا واسكتلندا وويلز. وجدت بريطانيا نفسها محاصرة ولم تكن قادرة على الانضمام إلى الاتحاد الدولي للدراجات - في ظل الشروط التي فرضها الاتحاد الدولي للدراجات - حتى عام 1903.
كان هناك في الأصل 30 دولة منتسبة إلى الاتحاد. لم يكن لديهم قوة تصويت متساوية ولم يكن لبعضهم حق التصويت على الإطلاق. تم توزيع الأصوات حسب عدد المسارات، أو الفيلودرومات، التي تطالب بها كل دولة. حصلت فرنسا على 18 صوتًا، وهو أعلى عدد، وحصلت كل من ألمانيا وإيطاليا على 14 صوتًا. كان لدى بريطانيا ثمانية، وهو رقم قال الكاتب بيل ميلز إنه تم الحصول عليه «من خلال تضمين العديد من المسارات العشبية المشكوك فيها إلى حد ما».
في عام 1965، وتحت ضغط اللجنة الأولمبية الدولية (كانت الألعاب الأولمبية في ذلك الوقت حدثًا للهواة)، أنشأت UCI هيئتين فرعيتين، الاتحاد الدولي لركوب الدراجات للهواة (Fédération Internationale هواة Cyclisme أو FIAC) والاتحاد الدولي لركوب الدراجات المحترف (Fédération Internationale de) Cyclisme Professionnel أو FICP). اضطلع الاتحاد الدولي للدراجات بدور التنسيق بين الهيئتين.
كان مقر FIAC في روما، وFICP في لوكسمبورغ، وUCI في جنيف.
كان FIAC هو الأكبر بين المنظمتين، حيث يضم 127 اتحادًا عضوًا في جميع القارات الخمس. سيطرت عليها دول الكتلة الشرقية التي كانت من الهواة. قام FIAC بترتيب تمثيل لركوب الدراجات في الألعاب الأولمبية، وتنافس راكبو الدراجات في FIAC ضد أعضاء FICP في مناسبات نادرة فقط. في عام 1992، قام UCI بإعادة توحيد FIAC وFICP، ودمجهما مرة أخرى في UCI. ثم انتقلت المنظمة المشتركة إلى إيجل، بالقرب من اللجنة الأولمبية الدولية في لوزان.
في عام 2004، التي شيدت في UCI على بعد 200 متر مضمار في الجديد مركز الدراجات العالمي مجاور لمقرها.
في سبتمبر 2007، أعلن الاتحاد الدولي للدراجات أنه قرر منح وضع ProTour لأول مرة على الإطلاق لحدث خارج أوروبا؛ جولة داون أندر في أديلايد، أستراليا. جاء هذا الإعلان بعد مفاوضات بين رئيس الاتحاد الدولي للدراجات، بات ماكويد ، ورئيس وزراء جنوب أستراليا مايك ران.
في عام 2013، أصبحت تريسي جودري أول امرأة يتم تعيينها نائبة لرئيس الاتحاد الدولي للدراجات.

## بطولات العالم
ينظم الاتحاد الدولي للدراجات بطولة العالم لركوب الدراجات، والتي يمنحها للدول الأعضاء. كانت البطولات الأولى على الطريق وعلى المضمار. تم تخصيصها في الأصل للدول الأعضاء بدورها، بشرط اعتبار الدولة مختصة وأنه يمكنها ضمان مبيعات التذاكر. كانت الدولة التي تُمنح بطولة أو سلسلة من البطولات مطالبة بدفع 30 في المائة من إيصالات التذاكر من المضمار و10 في المائة من الاتحاد الدولي للدراجات النارية. من هذا، احتفظ الاتحاد الدولي للدراجات بنسبة 30 في المائة وأعطى الباقي للدول المتنافسة بما يتناسب مع عدد الأحداث التي تنافس فيها. أعلى قيمة نقدية في فترة ما قبل الحرب كانت 600000 فرنك في باريس عام 1903.
كانت هناك خمس بطولات في الأصل: سباق الهواة والمحترفين، وسباق الطريق للهواة والمحترفين، وسباق السيارات المحترف. كان سباق الطريق تقليديًا بداية حاشدة ولكن لم يكن من الضروري أن يكون: نظمت بريطانيا بطولة الطرق قبل الحرب كمحاكمة زمنية، واعتقد الاتحاد الوطني لراكبي الدراجات أنه من الأفضل إجراء سباقات مع الزمن، ودون دعاية قبل البداية، تجنب انتباه الشرطة. يفضل المنظمون الأوروبيون عمومًا السباقات الجماعية على الدوائر، والمسيجة طوال النهاية أو بطولها لتحصيل رسوم للدخول.

## وصلات خارجية
- الموقع الإلكتروني